# دانغانرونبا 3: نهاية أكاديمية قمة الأمل
دانغانرونبا 3: نهاية أكاديمية قمة الأمل (باليابانية: ダンガンロンパ３ –The End of 希望ヶ峰学園–، بالروماجي:  Danganronpa 3: Ji Endo obu Kibōgamine Gakuen) هو مسلسل أنمي ياباني تلفزيوني من إخراج سيجي كيشي، و من إنتاج استوديو ليرتشي. الأنمي تكملة لأحداث الموسم السابق دانغانرونبا ذي أنيميشن. الأنمي هو المسلسل الثاني في السلسلة المقتبس من سلسلة ألعاب الفيديو دانغانرونبا، الأنمي يتكون من جزئين هما أرك المستقبل وأرك اليأس، اللذان عرضا في 11 يوليو عام 2016 حتى 29 سبتمبر عام 2016، وتكونا من 24 حلقة + 1 أوفا.

## القصة
تدور أحدث القصة عن أكاديمية قمة الأمل، وهي مدرسة معترف بها من قبل الحكومة، تم تأسيسها من أجل جمع ورعاية الطلاب المتفوقين بمختلف المجالات، ويمكن لأي شخص يمتلك المال دخول الدورة التحضيرية، حتى لو لم يمتلك أي مهارات خاصة، وتم إدارة هذه المدرسة من قبل مونوكوما، من أجل قتل الحياة المدرسية الروتينية بين الطلاب.
وبعد ان كان العالم على وشك التدمير من قبل اليأس الذي سبب أكثر الأحداث مأساويةً في تاريخ الأمم البشرية ومن أجلِ إنقاذ العالم من هذه الفوضى، تم تشكيلُ مؤسسة المستقبل.

## الشخصيات
مونوكوما (باليابانية: モノクマ، بالروماجي: Monokuma)
مؤدية الصوت: نوبويو أوياما
ماكوتو نايغي (باليابانية: 苗木 誠، بالروماجي: Naegi Makoto)
مؤدية الصوت: ميغومي أوغاتا
كيوكو كيريغيري
(باليابانية: 霧切 響子، بالروماجي: Kirigiri Kyōko)
مؤدية الصوت: يوكو هيكاسا
بياكويا توغامي (باليابانية: 十神 白夜، بالروماجي: Togami Byakuya)
مؤدي الصوت: أكيرا إيشيدا
توكو فوكاوا (باليابانية: 腐川 冬子، بالروماجي: Fukawa Tōko) /جينوسايدر شو (باليابانية:  ジェノサイダー翔، بالروماجي: Jenosaidā Shō)
مؤدية الصوت: ميوكي ساواشيرو
آوي أساهينا (باليابانية: 朝日奈 葵، بالروماجي: Asahina Aoi)
مؤدية الصوت: تشيوا سايتو
ياسوهيرو هاغاكوري (باليابانية: 葉隠 康比呂، بالروماجي: Hagakure Yasuhiro)
مؤدي الصوت: ماسايا ماتسكازي
ساياكا مايزونو (باليابانية: 舞園 さやか، بالروماجي: Maizono Sayaka)
مؤدية الصوت: ماكيكو أوموتو
ريون كواتا (باليابانية: 桑田 怜恩، بالروماجي: Kuwata Reon)
مؤدي الصوت: تاكاهيرو ساكوراي
تشيهيرو فوجيساكي (باليابانية: 不二咲 千尋، بالروماجي: Fujisaki Chihiro)
مؤدي الصوت: كوكي مياتا
موندو أووادا (باليابانية: 大和田 紋土، بالروماجي: Ōwada Mondo)
مؤدي الصوت: كازويا ناكاي
كيوتاكا إشيمارو (باليابانية: 石丸 清多夏، بالروماجي: Ishimaru Kiyotaka)
مؤدي الصوت: كوسكي توريومي
هيفومي يامادا (باليابانية: 山田 一二三، بالروماجي: Yamada Hifumi)
مؤدي الصوت: كابي ياماغوتشي
سيليستيا لودنبيرغ (باليابانية: セレスティア・ルーデンベルク، بالروماجي: Seresutia Rūdenberuku)
مؤدية الصوت: هيكيرو شينا
ساكورا أوغامي (باليابانية: 大神 さくら، بالروماجي: Ōgami Sakura)
مؤدية الصوت: كوجيرا
جونكو إينوشيما (باليابانية: 江ノ島 盾子، بالروماجي: Enoshima Junko)
مؤدية الصوت: ميغومي تويوغوتشي
موكورو إيكوسادا (باليابانية: 戦刃 むくろ، بالروماجي: Ikusaba Mukuro)
مؤدية الصوت: ميغومي تويوغوتشي
إيغو أروتا (باليابانية: アルターエゴ، بالروماجي: Arutā Ego)
مؤدي الصوت: كوكي مياتا
جين كيريغيري (باليابانية: 霧切 仁، بالروماجي: Kirigiri Jin)
مؤدي الصوت: كابي ياماغوتشي

## وصلات خارجية
- الموقع الرسمي (باليابانية)
- دانغانرونبا 3: نهاية أكاديمية قمة الأمل على موقع IMDb (الإنجليزية)
- دانغانرونبا 3: نهاية أكاديمية قمة الأمل على موقع كينوبويسك (الروسية)
- دانغانرونبا 3: نهاية أكاديمية قمة الأمل على موقع ANN anime (الإنجليزية)